# DESY
DESY (Deutsches Elektronen-SYnchrotron) is het Duitse nationale laboratorium voor hoge-energiefysica. Het bevindt zich in Hamburg en Zeuthen en is aangesloten bij de Helmholtz-Gemeinschaft.
DESY werd op 18 december 1959 opgericht en het onderzoek op DESY concentreert zich op fundamenteel onderzoek in de deeltjesfysica en onderzoek met behulp van synchrotronstraling.

## Locaties

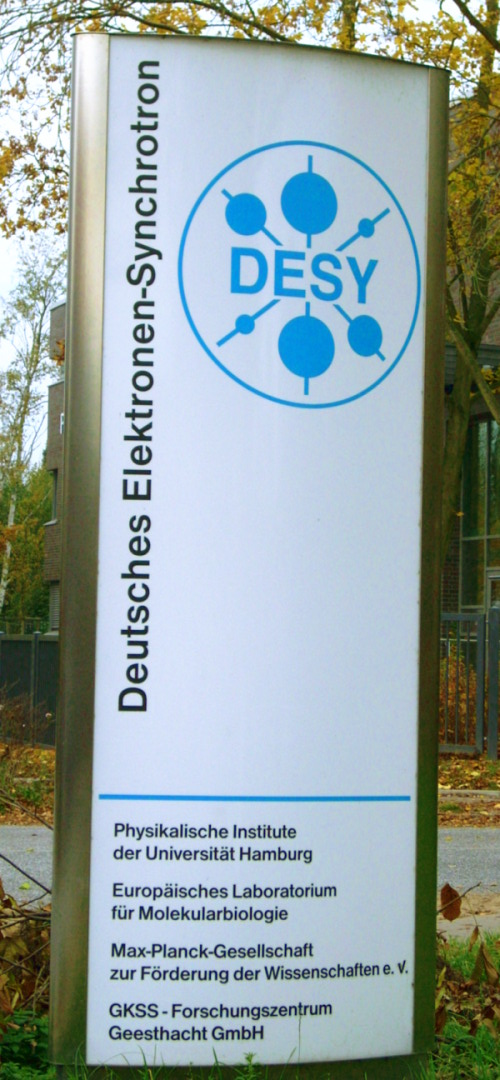
Ingang van DESY in Hamburg

DESY is gevestigd op twee locaties: een grote in Hamburg en een kleinere in Zeuthen. DESY werd in 1960 geopend in Hamburg. Op 1 januari 1992 kwam daar vestiging van DESY in Zeuthen bij met het Institut für Hochenergiefysik.

## Deeltjesversnellers
Voor het onderzoek beschikt DESY over een aantal deeltjesversnellers. De deeltjesversnellers die zich bij DESY hebben bevonden of nog steeds bevinden zijn:
- DESY. De eerste versneller had dezelfde naam als het laboratorium, Deutsches Elektronen SYnchrotron. Met de bouw van dit synchrotron werd begonnen in 1960 en in 1964 werd DESY opgeleverd. In dit synchrotron draaiden elektronen rond met een energie van 7,4 GeV.
- DORIS III
- PETRA II
- HASYLAB
- HERA. De Hadron-Elektron-Ring-Anlage liet protonen met leptonen (elektronen of positronen) botsen. De experimenten met deze versneller begonnen in 1992 en werden op 30 juni 2007 stopgezet.